# Estanislao Martín
Estanislao Martín Martín (Casares de las Hurdes, Cáceres, 1964) es un abogado y político español, Secretario General de Coalición Extremeña y diputado en la Asamblea de Extremadura entre 2007 y 2011.

## Biografía
Es licenciado en Derecho en la Universidad de Extremadura (1988), ejerce la abogacía en Cáceres desde 1991. 
Fue presidente de las Juventudes del partido regionalista conservador Extremadura Unida y, posteriormente, cofundador del centrista Partido Regionalista Extremeño (PREX) del que en la actualidad es secretario general, en sustitución de José María Rodríguez Santa. Tras la creación de la federación de partidos Coalición Extremeña, fue elegido en 2003 secretario general de dicha formación.
Fue concejal por el PREX en Casares de las Hurdes. En coalición con el PSOE, en la legislatura 2003-2007, fue concejal del ayuntamiento de Cáceres. Al terminar la legislatura formó parte de la candidatura PSOE-Regionalistas a la Asamblea de Extremadura, consiguiendo el acta de diputado en las elecciones autonómicas de 2007.
En el II Congreso de la formación, celebrado en noviembre de 2008, fue reelegido como secretario general.
En el IV Congreso de la formación, celebrado en octubre de 2014 en Mérida, fue reelegido como secretario general.
En las elecciones autonómicas de 2011, aunque su formación revalidó la coalición con el PSOE, Martín no fue candidato, abandonando de esta forma la Asamblea de Extremadura.
En el V Congreso celebrado en Cáceres el 12 de marzo de 2017, deja la Secretaría General de PREX CREX, sucediéndole en el Cargo Lorena Rodríguez Lucero. A propuesta de la nueva Secretaria General, Estanislao Martín Martín, es elegido Presidente del partido. Cargo que en la actualidad ostenta.
En el VI Congreso celebrado el día 12 de marzo de 2022, en la localidad pacense de Burguillos del Cerro, obtiene nuevamente la Secretaría General de Extremeños Prex Crex, al conseguir mayoría de los votos frente a la candidatura alternativa presentada por la corriente REnacencia, que obtuvo aproximadamente un tercio de los votos del Congreso. https://www.eldiario.es/extremadura/politica/estanislao-martin-regresa-secretaria-general-extremenos_1_8825314.html

## Cargos desempeñados
- Concejal del Ayuntamiento de Cáceres (2003-2007).
- Secretario general de PREX-CREX (Desde 2003 hasta 2017).
- Presidente de Extremeños (Desde 2017 hasta 2022)
- Diputado por la provincia de Cáceres en la Asamblea de Extremadura (2007-2011).
- Secretario General Extremeños desde 12 de marzo de 2022